# تقسيم بابل

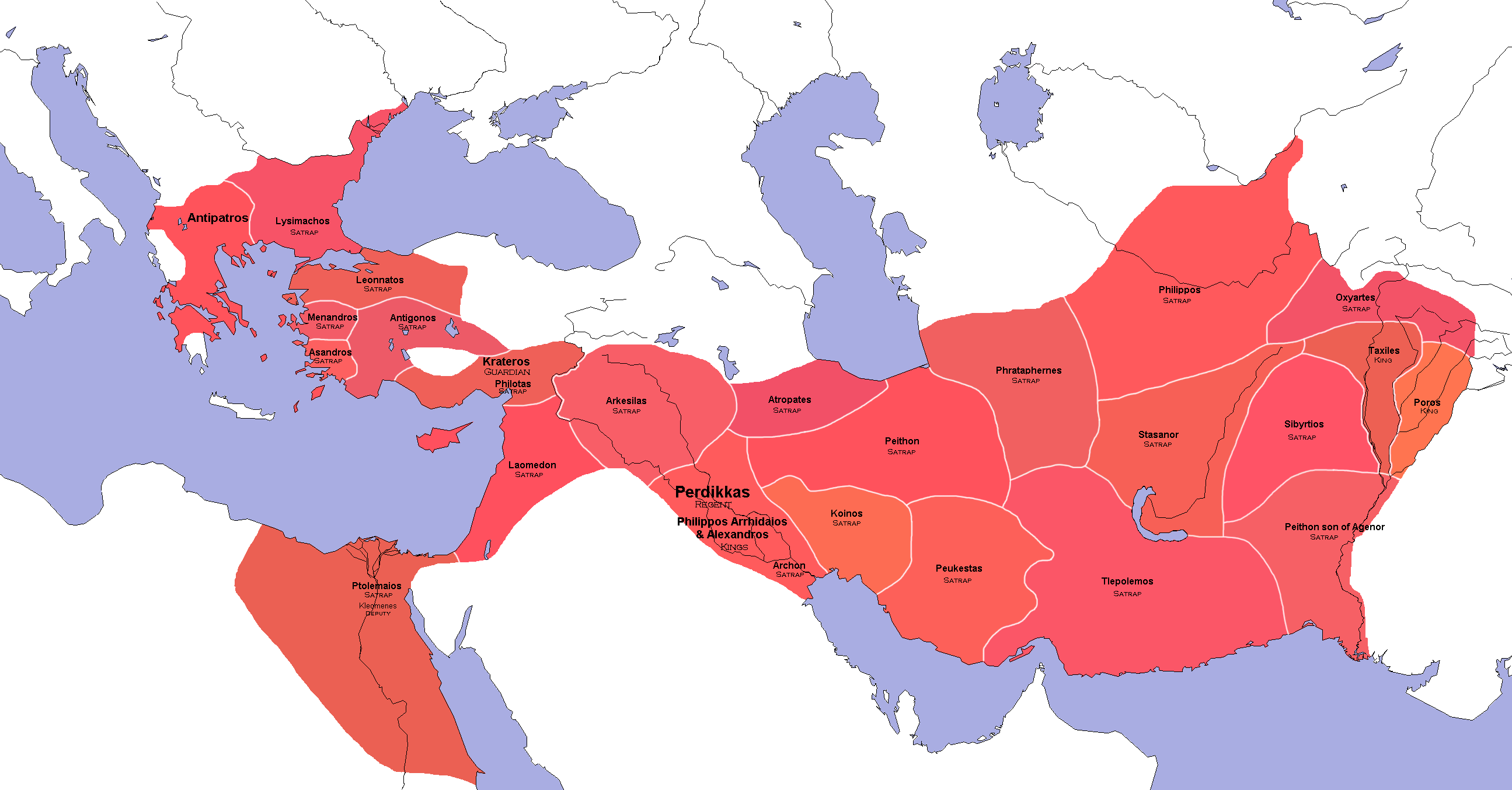
تقسيم بابل ف 323 ق. م بعد ديودور الصقلي.

كان تقسيم بابل أول المؤتمرات والمعاهدات الناجمة التي قسمت أراضي الإسكندر الأكبر. عُقد في بابل في يونيو من عام 323 ق.م. ترك الإسكندر الأكبر عند وفاته إمبراطورية ممتدّة من اليونان إلى الهند. نجمت قضية الخلافة من مزاعم مختلِف مؤيدي فيليب أريدايوس (أخو الإسكندر غير الشقيق)، والطفل الذي لم يولد بعد للإسكندر وروكسانا، وغيرهم. شهدت التسوية تعيين أريدايوس وطفل الإسكندر ملكين مشتركين وبيرديكاس وصيّ على العرش. صارت أراضي الإمبراطورية دول قُسمت بين ضباط الجيش المقدوني الكبار وبعض المحافظين والحكام المحليين. رُسخ التقسيم عبر معاهدتي تريباراديسوس وبرسبوليس اللاحقتين خلال السنوات التالية وبدأ سلسلة من النزاعات التي شكّلت حروب ملوك طوائف الإسكندر (ديادوخوس).
مصطلح «تقسيم بابل» تسمية حديثة.

## تعريف التقسيم
ظلّت الحدود الإقليمية موضع تساؤل لبقية القرن، حتى العام 300 ق.م. يستخدم المرجعان الأساسيان حول «تقسيم بابل» لغة ملغزة منسوبة إليها. وفقًا لديودور الصقلي، فقد «قرر» اتحاد فصائل في الجيش أن يكون أريدايوس، ابن فيليب، ملكًا وأن يتغير اسمه إلى فيليب. قُرر أن يصير بيرديكاس «الذي منحه الملك المحتضر خاتم إصبعه» «وصيًا» (إيبيميليتيس). قُرر أن «يخلف» (بارالابيين) أكثر الأصحاب جدارةً على المرزبانيات، ويطيع الملك وبيرديكاس. لم يكن الإسكندر وفيليب من قبله ملوكًا وحسب، بل كانا «قائدان» (هيغيمونيس) في رابطة كورنث. لم يكن بيرديكاس مدير الملك فقط، بل كان ليخلف السلطان، ما لم يفعله الملك على ما يبدو. «بعقده مجلسًا» (سونيدريوساس) بصفة سلطان، عين حكامًا على مختلف المرزبانيات.
أعقبت ذلك قائمة تعيينات. بدت حتى هذه اللحظة أنها لائحة خلافة، أو ترقيات. ثم قال ديودور: «جُزئت (إميريستيسان) المرزبانيات على هذا النحو». الكلمة مبنية على كلمة «جزء» (ميروس). لم يُرقَّ أصحاب الإسكندر إلى مرزبانات، إنما قُسمت المرزبانيات ووُزرعت على الأصحاب، وهذا مفهوم مختلف. لا يحتاج المرزبانات الذين يحكمون مرزبانياتهم إلى ملك. قال كوينتوس كورتيوس روفوس، الذي كتب باستفاضة عن شأن الانتقال، الأمر نفسه. بعقده «مجلسًا للزعماء»، وهو السونيدريون، قسم بيرديكاس «الإمبراطورية» بين الرتبة العليا (سوما) التي يحتلها الملك والمرزبانات. وضح قائلًا: «الإمبراطورية قد قُسمت إلى أجزاء»، أو جُزّئت بين أفراد يمكنهم الدفاع أو اختيار توسيعها. أشار إلى أن أولئك الذين منذ فترة قصيرة كانوا وزراء للملك صاروا الآن يحاربون لتوسيع «ممالكهم» تحت قناع القتال من أجل الإمبراطورية.
قسمها يوهان غوستاف دريزن، مبتدع المفاهيم التاريخية للعصر الهلنستي إلى فترة ملوك طوائف الإسكندر (ديادوخوس) وفترة إبيغوني، وتبنى رأي كورتيوس عن نتيجة السقوط في بابل باعتبارها جزء. أشار إلى «التجزئة الأولى للمرزبانيّات». يرى دريزن أن بيرديكاس قد وزع المرزبانيات بهدف إزالة خصومه من بين الأصحاب في مسرح الأحداث، وبالتالي فإن التغييرات لم تكن ترقيات شرعية قط لملوك طوائف الإسكندر، وهم الأشخاص الذين توقعوا التقدم داخل الإمبراطورية. لم يتفق جورج غروت، البرلماني الذي تحول إلى مؤرخ داخل الإمبراطورية الإنجليزية، مع هذا الرأي المشكّك، على الأقل فيما يخص التعيينات في بابل. قال: «اعتُبر كل الضباط المذكورة أسماؤهم أعلاه ملازمين محلين، يديرون أجزاء من إمبراطورية واحدة لا تتجزأ، تحت حكم أريدايوس. ... لم يتكلم أحد في هذه اللحظة عن تقسيم الإمبراطورية». ساد رأي دريزن. معاصرًا الاثنين، كان برلماني ومؤرخ آخر اسمه هو إدوارد بينبيري يستخدم مفاهيم دريزن، لا غروت، في الأعمال المرجعية القياسية التي ترأسها ويليام سميث.
ينجم الاختلاف في وجهة النظر من المؤرخين القديمين أنفسهم. هم في دورهم كانوا يصنفون النزاع كما عرفوه أو قرؤوه. مثلًا، طلب بطليموس الأول من بيرديكاس ترقيته ليصير مرزبانًا على مصر وأجاب الأخير طلبه. تخلص هناك من أمير الإسكندرية الذي عينه الإسكندر. ثم أشار إلى نفسه لقرابة العشرين عامًا التالية باسم مرزبان، رغم عدم وجود إمبراطورية آنذاك. أخيرًا في عام 305، وقتما فُقد كل الأمل في قيام إمبراطورية، أعلن نفسه فرعونًا على مصر. في غضون ذلك، خلّد الإرث الثقافي للإسكندر، ولا سيما عبر المتحف والمكتبة، وتجنيد سكان للإسكندرية من العديد من الأمم المختلفة. يقسم مؤرخو بطليموس سيرته إلى بطليموس المرزبان وبطليموس باسيليوس. كان سابقًا بطليموس هيتايروس. استخدم المؤرخون مُصطلح «ديادوخوس» للإشارة إلى أي من هذه المناصب وكلها.

## خلفية
مات الإسكندر في 11 يونيو 323 ق.م، في ساعات الصباح الأولى. كان قد أعطى ختمه لتاليه في القيادة، بيرديكاس، في اليوم السابق، وفقًا للرواية الرئيسة خاصة كوينتوس كورتيوس روفوس في تاريخ الإسكندر، والتي لُخصت هنا. يزعم كورتيوس أن الإسكندر قد تنبأ بموته، وتنبأ كذلك بالفوضى الناتجة عنه. تختلف السلطات الحديثة حول ما إذا كان هذا التقرير صحيحًا، لكن في حال كان، فإن تنبؤ الإسكندر لم يكن ليتطلّب موهبة الاستبصار وكان إلى حد كبير ذكرًا لما هو بديهي، إذ أنه يتعامل مع تمرد بين صفوف المقدونيين من قبل الحملة إلى الهند. شكل في ذلك الوقت وحدة خاصة من شبان فُرس، هي الإبيغوني، لتُسلح وتُدرّب على الطريقة المقدونية. وظفهم عند عودته من الهند حرسًا شخصيًا حصريًا له. منحت حفنة الجنرالات المقدونيين الحرس الشخصي الذي استخدمه رتبة كبار ضباط الأركان رسميًا. كان مغطًى بالندوب القديمة من رأسه حتى قدميه. كان مريضًا مرضًا خطرًا في الأيام السابقة لوفاته.

### المجلس في بابل
أعلن السوماتوفيلاكيس في يوم وفاته عن مجلس، دعوا إليه الهيتايروي (ضباط الفرسان) الكبار وضباط صف المشاة ليُعقد في المقر الملكي. عصى عامة الجند الأوامر ولائحة الدعوات واقتحموا المجلس وطردوا العديد من الضباط. خضع السوماتوفيلاكيس للأمر الواقع وسمحوا لهم بالبقاء والتصويت في المجلس. كان التصويت صوتيًا، فيما عدا الطرق على الدرع بالرمح، ما كان يعني «لا».

## القسمة

### أوروبا
- مقدونيا واليونان وإيبيروس

تتفق جميع المصادر على أن أنتيباتر هو من أصبح الحاكم على مقدونيا واليونان؛ إلا أن آريانوس يضيف إلى ذلك إيبيروس. كما أن أريانوس يشير إلى أن المنطقة هذه كانت قد قسمت مع كراتيروس، بينما يقول دكسيبوسen أن «مسؤولية الشأن العام ومهام الدفاع عن المملكة كانت مؤتمنة عند بيرديكاس»
- إيليرياen

قام آريانوس بكل وضوح وصراحة بإضافة إقليم إيليريا إلى محوزات أنتيباتر؛ وعلى ذلك يقول ديودورس أن «مقدونيا وكل الشعوب المحاذية لها كانت قد أوكلت إلى أنتيباتر». رغم ذلك فإن المؤرخ جستنen يذكر بأن «فيلو» هو حاكم إيليريا؛ ولا يوجد من يذكر فيلو هذا يوضوح في المصادر الأخرى، فيحتمل أن هذا الاسم وارد عن جستن بالخطأ.
- ثراقيا

تتفق جميع المصادرة على أن ليسيماخوس هو الذي أصبح حاكم «ثراقيا وخيرسونيسوسen، ومعها البلدان المحيطة لثراقيا حتى بلوغ سلميديسوس على بحر اليوكسين (البحر الأسود)».

### آسيا الصغرى
- فريجيا الكبرى وفريجيا الهليسبونتية (الصغرى) وكبادوكيا وبافلاغونيا وليديا وقيليقيا

تتفق جميع المصادر إلى أن توزيع هذه الأقاليم تمت على التتالي التالي: الأولى لـ أنتيغونوس والثانية لـ ليوناتوس والثالثة والرابعة لـ يومينيس الكاردي والخامسة لـ ميناندرen والسادسة لـ فيلوتاس.
- كاريا

ينقل ديودورس أن أساندرen كان هو ساطرافها لكن آريانوس وجستن ينقلان أن كاسندر هو من تولاها. وبما أن أساندر كان بكل تأكيد ساطراف كاريا بعد إتفاقية قسمة تريبارادايسوس، فمن الممكن أن كلاً من آريان وجستن أخطأا كاسندر (الأكثر شهرة) عوض عن أساندر.
- ليكيا وبامفيليا

كلاً من ديورورس وآريانوس قد ذكرا أن أنتيغونوس هو من امتلك هذه الساطرافيات إضافة على فريجيا الكبرى، بينما يورد جستن أن نيرخوسen هو الذي حاز عليهما، ولعل هذا خطأ آخر محسوب على جستن، فقد ذكر أن نيرخوس هو ساطراف ليكيا وبامفيليا من عام 334 وحتى عام 328 ق م.

### أفريقيا
- مصر وليبيا وبلاد العرب

كل المصادر تتفق بأن هذه المناطق («مصر وليبيا وأجزاء من بلاد العرب التي حاذت مصر») قد منحت لـ بطليموس بن لاغوس.

### غرب آسيا
- سوريا وبلاد الرافدين
- بابل
- فارس
- كرمانياen
- هيركانيا وفرثيا
- ميديا الصغرى
- ميديا الكبرى
- شوشيانا

### آسيا الوسطى
- باخترا وصغديا
- درانغيانا en فارسي و آريا en فارسي و آراخوسيا en فارسي و غيدروسيا en
- پاروفاميسيا en فارسي
- السند والبنجاب
- المستعمرات الهندية